# Sinan Alimanović
Sinan Alimanović, bosanski pianist, skladatelj, dirigent in aranžer * 11. februar 1954, Leskovac, Federativna ljudska republika Jugoslavija.
Javnosti je postal znan kot član skupine Indexi, sodeloval pa je tudi s skupinama Bijelo dugme in Ambasadori. Jazzovski kritiki so ga opisali kot zelo močnega jazzista, kot enega pomembnejših evropskih pianistov, znanega predvsem po edinstvenem pristopu do ameriškega jazza in interpretacije. Deluje kot profesor na Glasbeni akademiji v Sarajevu.

## Življenjepis

### Zgodnja leta (1970–1980)
Alimanović je študiral na Glasbenih akademijah v Skopju, Prištini in Sarajevu. Igral je v številnih rock in jazz zasedbah in velikih orkestrih, s katerimi je nastopal po vsej nekdanji Jugoslaviji. V 70. letih je postal član Revival orkestra RTV Priština. Leta 1979 se je preselil v Sarajevo, kjer je postal član ritem sekcije Velikega orkestra RTV Sarajevo. Deloval je tudi kot aranžer, skladatelj in dirigent. Po srečanju s Slobodanom Kovačićem, je postal član skupine Indexi. Leta 1981 je na festivalu Vaš šlager sezone osvojil nagrado za najboljši aranžma za pesem "Betonska brana", ki jo je napisal skupaj s kitaristom Slobodanom Kovačevićem. Leta 1983 je zapustil Indexe, h katerim se je vrnil leta 1997 in v skupini ostal vse do smrti glavnega pevca Davorina Popovića. V 80. letih je sodeloval s sarajevskima skupinama Bijelo dugme in Ambasadori. Zaradi navdušenja nad jazzom je komponiral glasbo z ritmiko, podobno balkanskim ritmom, kombinirano z orglami in Fender Rhodesom.

### 2. polovica 80. let in začetek 90. let
Kot edini predstavnik Jugoslavije je bil dvakrat član EBU/UER Public Jazz orkestra, in sicer leta 1986 v Opatiji in leta 1990 v St. Geroldu. Poleg sodelovanja v Big Bandu RTV Sarajevo, je vodil tudi manjše zasedbe. Njegove kompozicije pogosto bazirajo na ljudski glasbi Bosne in Hercegovine in Balkana, zanimajo pa ga tudi bebop, hard bop in cool jazz.
V Radencih je osvojil nagrado Glasbene parade Radenci JRT za temo Oj golube, moj golube, ki jo je izvedel Big Band RTV Sarajevo. V 80. letih je odprl prvi sarajevski jazz klub Jazz Club of International Friendship, ki je bil uvrščen na karto svetovnih jazz klubov.

### 90. leta
Med vojno v Bosni in Hercegovini je Alimanović s skupino navdušencev poskušal ohraniti kulturni del Bosne in Hercegovine. V tem času je tudi napisal skladbo "Sarajevo Remake", ki je bil krstno izvedena leta 1993 v okupiranem Sarajevu s strani preostalih članov Big Banda RTV Bosna in Hercegovina. Deset let kasneje je Alimanović izdal istoimenski album.
Petkrat je kot dirigent in aranžer sodeloval na Pesmi Evrovizije. Leta 1997 se je ponovno pridružil Indexom in z njimi posnel album Kameni cvjetovi, ki je vseboval tudi Alimanovićev jazz aranžma bosanske ljudske pesmi "Snijeg pade na behar, na voće". S skupino je posnel še dva albuma v živo. Leta 1994 je postal direktor glasbene produkcije na RTV Bosne in Hercegovine. V tem času je vodil 20 glasbenih festivalov.

### Novo tisočletje
Kot dirigent in eden izmed ustanoviteljev Sarajevo Big Banda, je leta 2000 z njim nastopil v olimpijski dvorani Zetra. Z orkestrom so nastopili gostje Duško Gojković, Indexi, Oliver Dragojević, Vlado Kreslin, Kemal Monteno in Đorđe Balašević. Posnetki koncerta so izšli leta 2001 na albumu Najveći koncert u gradu. Leta 2003 je izdal album Sarajevo Remake. Leta 2007 je izšel dvojni album Bosnia Groove zasedbe Sinan Alimanović International Band. Čez dve leti je nato Alimanović izdal še en album, tokrat s kvartetom Ladislava Fidrija, Live in Tuzla.

## Jazz
Zasedba The Sinan Alimanović International Jazz Band je v številnih oblikah aktivna vse od leta 1980. Alimanović je sodeloval s številnimi ameriškimi in evropskimi jazz glasbeniki, kot so Vaclav Zahradnik, Erich Kleinschuster, Gianni Basso, Duško Gojković, Barbara Hendricks, Lee Harper, Randy Brecker, Harvie Swartz, Victor Lewis, Ratko Divjak, Aladar Pege, Csaba Deseo, Jim Mullen, Robert Balzar, Jože Privšek, Miljenko Prohaska, Tony Lakatos, Tony Fisher, Ladislav Fidri, Stjepko Gut, Petar Ugrin, Alex Blake in Bobby Sanabria.

## Diskografija
| - "Sinan Alimanović Quintet – Sarajevo Remake" (2003) - "Sinan Alimanović International Band – Bosnia Groove" (2007) - "Sinan Alimanović Ladislav Fidri Quartet – Live in Tuzla" (2009) - "Sinan Alimanović - Live in Sarajevo" (2016) - "Sinan Alimanović International Band – Live in Studio: Bosnian Blue" (2017) - "Sinan Alimanović Trio - Live in Skenderija" (2019) - "Sinan Alimanović International Band - Lejla" (2020) Indexi - Betonska Brana VŠS (1981) - Kameni cvjetovi (1999) - Najveći koncert u gradu 01. 12. 2000. Zetra (2000) - Posljednji koncert u Sarajevu (2002) - The Best of... /Live Tour 1998/1999 Vol. 1 (2009) - Live Tour 1998/1999 Vol. 1 (2009) | Kosovski božuri - Veče Rok Muzike - JRT Opatija (1978) - Opatija '79 - Rock Grupe (1979) Ambasadori - Ne mogu nam ništa!/Partizan (1980) - Dao sam ti što se moglo dati (1980) Bijelo Dugme - Pljuni i zapjevaj moja Jugoslavijo (1986) - Nakon svih ovih godina (1990) - Hajdemo u planine (1994) |